# Аноне ди Бријанца
Аноне ди Бријанца (итал. Annone di Brianza) је насеље у Италији у округу Леко, региону Ломбардија.
Према процени из 2011. у насељу је живело 2244 становника. Насеље се налази на надморској висини од 272 м.

## Становништво
Према резултатима пописа становништва 2011. у општини је живело 2.292 становника.
| 1931. | 1936. | 1951. | 1961. | 1971. | 1981. | 1991. | 2001. | 2011. |
| ----- | ----- | ----- | ----- | ----- | ----- | ----- | ----- | ----- |
| 1.186 | 1.217 | 1.304 | 1.323 | 1.287 | 1.479 | 1.807 | 2.000 | 2.292 |

## Партнерски градови
- Аноне Венето